# Denticollinae
Denticollinae — подсемейство жуков из семейства жуков-щелкунов. Включает около 2000 видов, среди которых есть вредители томатов, пшеницы, сорго и кукурузы.

## Систематика
Denticollinae
- Arachnodima Candèze, 1893
- Arctapila Candèze 1891
- Campylomimus Müller, 1960
- Carterelater Calder, 1996
- Corystelater Calder, 1996
- Crepidomenus Erichson, 1842
- Crepidophorus Mulsant & Guillebeau, 1853
- Dicteniophorus Candèze, 1863
- Doloporus Candèze, 1887
- Drymelater Calder, 1996
- Enischnelater Calder, 1996
- Glypheus Candèze, 1859
- Litotelater Calder, 1996
- Microdesmes Candèze, 1882
- Neboisselater Calder, 1996
- Paracrepidomenus Schwarz, 1906
- Plectrosternus Lacordaire, 1857
- Pseudocrepidophorus Dolin, 1988
- Rousia Calder, 1996
- Stichotomus Candèze, 1863
- Tyiwiphila Calder, 1996
- Wardulupicola Calder, 1996

### Классификация
- Триба: Dendrometrini Gistel, 1856
  - Подтриба: Athouina Candèze, 1859
  - Подтриба: Dendrometrina Gistel, 1856
  - Подтриба: Denticollina Stein & Weise, 1877
- Триба: Dimini Candeze, 1863
- Триба: Prosternini Gistel, 1856